# Anastrepha kuhlmanni
Anastrepha kuhlmanni är en tvåvingeart som beskrevs av Lima 1934. Anastrepha kuhlmanni ingår i släktet Anastrepha och familjen borrflugor. Inga underarter finns listade i Catalogue of Life.